# Farrò
Farrò è una frazione del comune di Follina, in provincia di Treviso.

## Geografia fisica
Il piccolo centro sorge su un piccolo altopiano detto Pian di Farrò, alla sinistra del Soligo, il cui corso solca il corridoio vallivo che collega la Vallata al Quartier del Piave. Sul fondovalle sorgono le località di La Bella e Pedeguarda, dove si trova una zona industriale.

## Storia
Caso non unico nella zona (si pensi alla vicina Farra di Soligo), il toponimo deriverebbe da fara che, nella cultura longobarda, indicava un gruppo di famiglie appartenenti allo stesso clan.
Le antiche origini sono confermate dalla parrocchiale, citata nel XII secolo ma eretta in data imprecisata.

## Monumenti e luoghi d'interesse
La chiesa parrocchiale, già cappellania di Pieve di Soligo, fu citata la prima volta il 10 giugno 1170 nel testamento di Sofia di Colfosco che la donava all'abbazia di Follina. In seguito divenne curazia, per poi essere eretta a parrocchia all'inizio del Cinquecento.
La chiesa attuale ha sostituito l'originale (oggi adibita a sagrestia) in epoca imprecisata. Più volte ampliata e restaurata, fu consacrata per l'ultima volta dal vescovo Manfredo Giovanni Battista Bellati. All'interno, la pala d'altare raffigurante la Madonna di Loreto attorniata dai santi Carlo e Tiziano, forse opera di Francesco Frigimelica il vecchio. Il campanile è del 1641.